# Приключения в заточении
Приключения в заточении (Detention Adventure) — канадский детский веб-сериал, премьера которого состоялась 3 мая 2019 года на канале CBC Gem. Сериал, созданный Кармен Альбано и Джо Кичаком, рассказывает о группе лучших детей в школе, которые каждый день вместе с хулиганом Бреттом устраивают тщательно продуманные розыгрыши в школе в надежде получить наказание, чтобы они могли расследовать неподтвержденный слух о том, что в комнате для наказаний есть секретный люк, ведущий в лаборатория Александра Грэма Белла.
В сериале снимались Джек Фултон, Алина Прихоно, Томазо Санелли, Симона Миллер и Лилли Бартлам, а также Эндрю Муди, Бенджамин Эйрес, Стейси МакГаннигл, Сара Макви, Дэн Бейрн, Мика Коллинз, Майк Лобель, Джулиан Ричингс, Родриго Фернандес-Столл и другие. Джейми Спилчук в ролях второго плана.
В 2020 году сериал был запущен для распространения в США на канале HBO Max. Сериал был удален с HBO Max в 2022 году.
Сериал получил две номинации на премию Canadian Screen Award на 8-й церемонии вручения наград Canadian Screen Awards в 2020 году: за лучшую художественную веб-программу или сериал и за лучший сценарий в веб-программе или сериале (Карен Мур). На 9-й церемонии вручения наград Canadian Screen Awards в 2021 году он был номинирован на лучшую детскую или молодежную художественную программу или сериал, лучшее исполнение в детской или молодежной программе или сериале (3: Бартлам, Санелли, Миллер), лучшую оригинальную музыку, художественную литературу (Ари Познер). , Амин Бхатиа, Сара Слин и Антонио Наранхо) и «Лучший сценарий детской или молодежной программы» (Джессика Мейя).